# Купчишин Олександр Михайлович
Олександр Михайлович Купчишин (нар. 12 червня 1952, с. Перегінське, Рожнятівський район, Івано-Франківська область, Українська РСР, СРСР) — український дипломат. Надзвичайний і Повноважний Посол України у Французькій Республіці.

## Біографія
Народився 12 червня 1952 року у с. Перегінське, Рожнятівський район, Івано-Франківська область.
Закінчив Київський державний університет ім. Т. Г. Шевченка (1974), факультет міжнародних відносин та міжнародного права. Аспірантура кафедри міжнародного права та іноземного законодавства КДУ ім. Т. Г. Шевченка (1977); Кандидат юридичних наук (1977); Дипломатична академія МЗС СРСР (1990).
Володіння іноземними мовами: англійська, французька, російська.
1977—1982 — викладач кафедри міжнародного права та іноземного законодавства Київського державного університету ім. Т. Г. Шевченка;
1982—1988 — співробітник (Р-3) Центру з прав людини Секретаріату відділення ООН у Женеві.
1990—1992 — другий, перший секретар відділу міжнародних організацій МЗС України;
1992—1993 — начальник Договірно-правового управління МЗС України;
1993—1996 — радник-посланник Посольства України у Франції;
1996—1998 — начальник Управління європейської і трансатлантичної інтеграції МЗС України;
1998—2001 — Постійний Представник України при Раді Європи;
2001—2003 — Директор Правового департаменту МЗС України;
2003—2005 — Посол з особливих доручень МЗС України;
05.11.2005 — 15.02.2008 — Надзвичайний та Повноважний Посол України в Королівстві Нідерланди, Постійний Представник України при Організації по Забороні Хімічної Зброї;
15.02.2008 — 31.05.2010 — Заступник Міністра закордонних справ України.
З 31.05.2010 по 16.05.2014 — Надзвичайний і Повноважний Посол України в Французькій Республікі.
З 06.07.2010 по 16.05.2014 — Представник України при ЮНЕСКО.
З 01.09.2011 по 16.05.2014 — Надзвичайний і Повноважний Посол України в Князівстві Монако.

## Дипломатичний ранг
- Надзвичайний та Повноважний Посол.

## Автор
- Близько 40 публікацій (в тому числі одна монографія) в галузі міжнародного та конституційного права, захисту прав людини, сучасних міжнародних відносин.